# 都会の男女の恋愛法
『都会の男女の恋愛法』（とかいのだんじょのれんあいほう、朝: 도시남녀의 사랑법、英: Lovestruck in the City）は、2020年12月22日から2021年2月16日までkakaoTVで放送された大韓民国のウェブドラマである。韓国で配信された同日の2時間後、Netflixを通じて世界配信された。日本でもNetflixを通じて観ることができる。

## 概要
普段の自分とは別の自分を抱く6人の男女がリアルな恋愛談を語り展開していく恋愛ドラマ。
都会に住む50人の男女に恋愛に関するインタビューを行うという設定で、登場人物がフェイクドキュメンタリー形式で喋りながらドラマが進行する。
2020年12月、新型コロナウイルス感染拡大の影響により撮影が遅れ、放送開始日が12月8日から12月22日に変更された。

## あらすじ
建築家のパク・ジェウォンは長期休暇を取りサーフィンを楽しむためにサーファーが集う襄陽にやってきた。空港に降り立ったジェウォンを迎えに来たのは、ユン・ソナというビーチの飲食店でバイトをする女性。彼女は自由奔放な性格で束の間の休暇を楽しむジェウォンを強引に振り回すが、周りを明るくするソナの存在にジェウォンは次第に惹かれていく。2人の恋は盛り上がり襄陽で仮の結婚式まで行うが、本当の自分の姿を知らないジェウォンにソナは別れを決意し2人は別れてしまう。なぜ別れてしまったのか理解ができないジェウォンはソナの事を引きずり続ける。一方ソナはソウルに戻り、本名のイ・ウノという名前で、仲間のリニやゴンたちと新しい生活を送っていた。

## 登場人物

### 主要人物
パク・ジェウォン - 演：チ・チャンウク
父の会社で働く32歳の建築士。1年前に旅先で出会い2ヶ月のあいだ恋人だったユン・ソナをいまだに忘れられないでいる。
イ・ウノ  / ユン・ソナ - 演：キム・ジウォン
29歳マーケター。平凡で臆病な自分に嫌気が差し襄陽にやってくる。襄陽ではユン・ソナと名乗り明るく自由に振る舞う。ソウルに戻ってから起業する。
チェ・ギョンジュン - 演：キム・ミンソク
29歳の建築士。ジェウォンとは従兄弟で同僚。ソニの事がずっと好きで友人関係だったが、兵役を終えたのをきっかけに告白し付き合うようになる。
ソ・リニ　- 演：ソ・ジュヨン
定職には就かずアルバイトをして自分に合った生き方を探す29歳。長年の友人で相談相手だったギョンジュンと恋人になる。
カン・ゴン - 演：リュ・ギョンス
29歳の小説家。ソンヨンと3年前に別れたきり恋愛からも執筆からも遠ざかっている。ウノとリニとは幼馴染で、ウノの部屋の屋根裏に居候している。
オ・ソンヨン - 演：ハン・ジウン
30歳の体育教師。自分の思うがままに恋愛をするクールな女性。ゴンと交際をしていたが、ウノとゴンの関係を誤解し3年前に破局。

### カメオ出演
コ・ギョング - 演：イ・サンユン
襄陽でジェウォンやウノと仲良くなる客。
ビン - 演：イ・サンウ
襄陽でジェウォンと付き合いのあるサーフィン店の店主。
ララ - 演：パク・ジンジュ
襄陽でウノがバイトをしている世界の麺を揃えた飲食店の店主。
オ・ドンシク - 演：ミンホ（SHINee）
ソウル清渓川一帯の治安を守り、登場人物たちが恋愛絡みの失態でお世話になる警察官。密かに自分も恋愛中。
ユン・ソナ - 演：ピョ・イェジン
本物のユン・ソナ。ウノが襄陽にやってくる前に落とされた会社の面接で出会った女性。面接の場でも自由に振る舞う姿がウノには輝いて見えた。

## OST
- SURAN 「One In A Million」（2021年1月1日）
- ジョン・パク「なんか今日(For Some Reason)」（2021年1月8日）
- イ・スヒョン「Love And Pain」（2021年1月16日）